# 扎里奇恰 (舊桑博爾區)
49°31′4″N 22°47′11″E / 49.51778°N 22.78639°E
扎里奇恰（烏克蘭語：Заріччя），是烏克蘭西部的村莊，隸屬利維夫州的桑比爾區。該村面積0.35平方公里，海拔高度371米，2001年人口177，人口密度每平方公里513.04人。